# Potamonautes aloysiisabaudiae
Potamonautes aloysiisabaudiae is een krabbensoort uit de familie van de Potamonautidae. De wetenschappelijke naam van de soort is voor het eerst geldig gepubliceerd in 1906 door Nobili.